# 豊栄町乃美
豊栄町乃美（とよさかちょうのみ）とは、広島県東広島市の大字。全域で住居表示未実施である。

## 概要
豊栄地区西部に位置しており、旧乃美村の一部に相当する。町名は土師氏の祖である野見宿禰の領地であったことに由来するとされており、14代後の野見眷則によって開拓がなされたという。古くは「能美」「野味」などとも表記された。
2004年には営農組合が設立され、圃場の集積と整備が進められた。この結果できた法面を活用し、2011年からシバザクラの植栽が進められている。このような経緯から、「シバザクラの里」を謳っている。

## 沿革
- 1889年（明治22年）4月1日 - 町村制施行。豊田郡乃美村、能良村、別府村が合併し、新たに乃美村が発足する。旧乃美村は「乃美」として乃美村の大字となる[2][4]。
- 1944年（昭和19年）1月1日 - 豊田郡乃美村と川源村が合併し、豊栄村が発足する。乃美は豊栄村の大字となる[2][5]。
- 1949年（昭和24年）4月1日 - 豊栄村が単独で町制施行し、豊栄町となる[5]。
- 1956年（昭和31年）4月1日 - 豊栄町の所属郡が豊田郡から賀茂郡に変更になる[5]。
- 2005年（平成17年）2月7日 - 豊栄町他4町が東広島市に編入される。乃美は「豊栄町乃美」として東広島市の大字となる[6]。

## 交通

### 鉄道
町内に鉄道路線は通っていない。最寄り駅は向原駅（JR芸備線）であるが、駅までの公共交通機関はない。

### バス
芸陽バスの路線バスならびに、東広島市のコミュニティバス「豊栄そよかぜ号」が運行されている。

#### 芸陽バス
- 豊栄 - 久芳 - 造賀 - 篠 - 東広島医療センター - 西条駅
- 豊栄 - 久芳 - 造賀 - 西条駅
- 豊栄 - 久芳 - 造賀 - 近畿大学 - 高美が丘 - 西条駅
- 豊栄 - 久芳 - 戸野 - 河内駅

#### 豊栄そよかぜ号
- 清武西線
- 飯田線
- 能良・乃美陰地線

### 道路

#### 一般国道
- 国道375号線
- 国道486号線

#### 主要地方道
- 広島県道29号吉田豊栄線

#### 一般地方道
- 広島県道342号別府河内線

国道375号線と国道486号線は、町内全区間で重複区間となっている。

## 施設・名所など

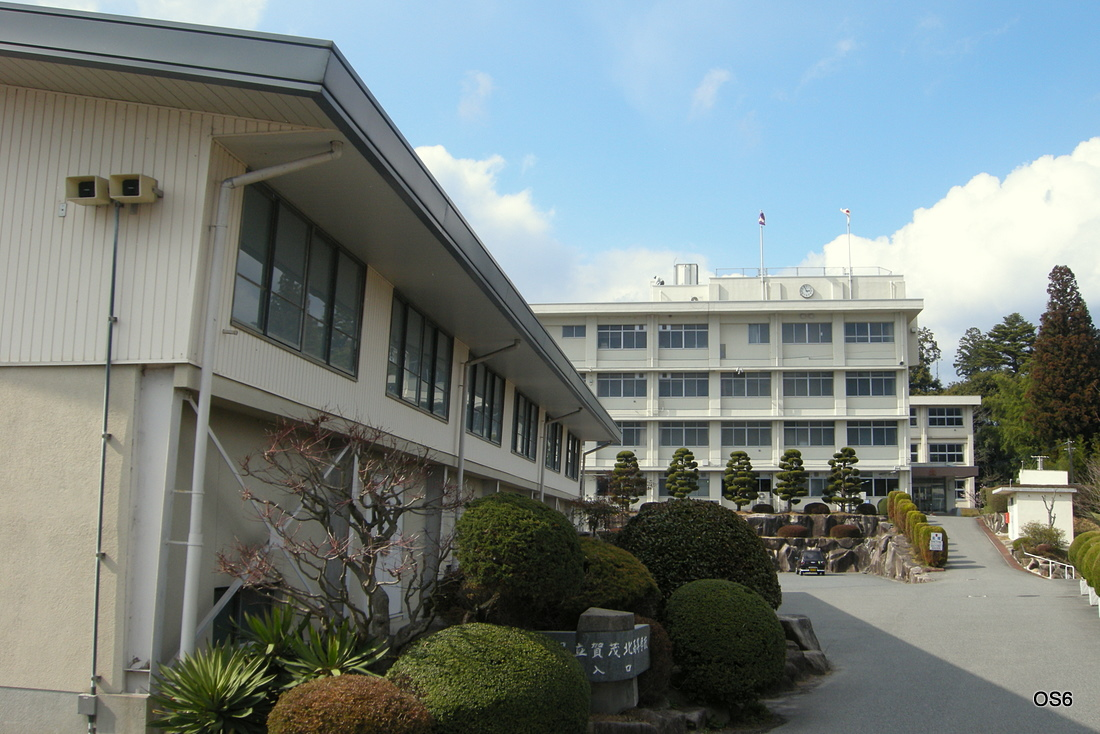
賀茂北高等学校

- 広島県立賀茂北高等学校
- 豊栄郵便局
- 東広島市乃美地域センター
- 本宮八幡神社

## 学区
公立小・中学校に通学する場合、豊栄小学校ならびに豊栄中学校に通学することになる。

## 面積
2020年時点での面積は8.165639026km2である。

## 世帯数・人口
2024年11月末での世帯数は317世帯、人口は623人である。